# Silvio Torales
Silvio Gabriel Torales Castillo (Asunción, Paraguay, 23 de septiembre de 1991), es un futbolista paraguayo. Juega de centrocampista en el Club General Caballero (JLM) de la Primera División de Paraguay.

## Trayectoria
Club Nacional
Silvio Torales inició futbolísticamente en este club debutando en el 2010. En 2013 logró ser uno de los jugadores más regulares del año disputando 36 de los 38 encuentros disputados por el torneo Paraguayo. Para 2014 logra una gran participación entre los 11 de la gran base que tuvo el Nacional para ser por primera vez en su historia Subcampeón de América tras caer con un global de 2-1 frente a San Lorenzo por la Copa Libertadores 2014. 
Club Universidad Nacional
El 3 de diciembre del 2014 se confirma su traspaso al Club Universidad Nacional de la  Liga MX, al cual se uniría al terminar su participación con el Club Nacional. Su rendimiento en el club no ha sido el esperado, por lo que no ha logrado tener continuidad. En el apertura 2015 anotó el gol que llevó a Pumas a los tiempos extras ante Tigres UANL. Sin embargo el 15 de diciembre, dos días después de la final, junto a su compatriota Dante López, se anunció que saldrán de la institución universitaria ya que fueron puestos transferibles. 
Cerro Porteño
El 5 de enero de 2016 fue a préstamo por 6 meses con opción a compra a Cerro Porteño. 
El día 3 de enero del 2017 el Club Universidad Nacional confirma la compra definitiva de Silvio Torales por parte de Cerro Porteño. Jugó la Copa Sudamericana 2017 donde fue eliminado en octavos de final por Atlético Junior.

## Clubes
| Club                         | País                | Año             | Partidos | Goles | Media |
| ---------------------------- | ------------------- | --------------- | -------- | ----- | ----- |
| Nacional                     | Paraguay            | 2010 - 2014     | 206      | 32    | 0.16  |
| Club Universidad Nacional    | México              | 2015            | 26       | 6     | 0.23  |
| Cerro Porteño                | Paraguay            | 2016 - 2018     | 54       | 2     | 0.03  |
| Club River Plate             | Paraguay            | 2019 - 2021     | 0        | 0     | 0     |
| Independiente FBC            | Paraguay            | 2021            |          |       |       |
| Real Santa Cruz              | Bolivia             | 2022            |          |       |       |
| Independiente FBC            | Paraguay            | 2022            |          |       |       |
| CS Ameliano                  | Paraguay            | 2023-2024       |          |       |       |
| Club General Caballero (JLM) | Paraguay            | 2024-presente   |          |       |       |
| Total en su carrera          | Total en su carrera | 2010 - Presente | 286      | 40    | 0.14  |

## Selección nacional
Ha sido partícipe con la Selección Paraguaya en 7 ocasiones, todos en partidos amistosos

## Estadísticas
Actualizado el 14 de diciembre de 2015.
| Nacional Paraguay                                                                              |               |               |     |    |   |    |    |     |     |    |
| 1ª                                                                                             | 2010          | 30            | 2   | -  | - | -  | -  | 30  | 2   |    |
| 1ª                                                                                             | 2011          | 42            | 3   | -  | - | 4  | 1  | 46  | 4   |    |
| 1ª                                                                                             | 2012          | 40            | 3   | -  | - | 4  | 1  | 44  | 4   |    |
| 1ª                                                                                             | 2013          | 38            | 7   | -  | - | 4  | 1  | 42  | 8   |    |
| 1ª                                                                                             | 2014          | 30            | 11  | -  | - | 14 | 3  | 44  | 14  |    |
| Total club                                                                                     | Total club    | 180           | 26  | 0  | 0 | 26 | 6  | 206 | 32  |    |
| Pumas UNAM · México                                                                            |               |               |     |    |   |    |    |     |     |    |
| 1ª                                                                                             | 2015          | 14            | 0   | 3  | 0 | 0  | 0  | 17  | 0   |    |
| 1ª                                                                                             | 2015          | 3             | 1   | 6  | 5 | 0  | 0  | 9   | 6   |    |
| Total club                                                                                     | Total club    | 17            | 1   | 9  | 5 | 0  | 0  | 26  | 6   |    |
| Cerro Porteño Paraguay                                                                         |               |               |     |    |   |    |    |     |     |    |
| 1ª                                                                                             | 2016          | -             | -   | -  | - | -  | -  | -   | -   |    |
| Total club                                                                                     | Total club    | -             | -   | -  | - | -  | -  | -   | -   |    |
| Total carrera                                                                                  | Total carrera | Total carrera | 197 | 27 | 9 | 6  | 26 | 6   | 232 | 38 |
| (1)Incluye datos de la Copa México (2)Incluye datos de la Copa Libertadores, Copa Sudamericana |               |               |     |    |   |    |    |     |     |    |

## Palmarés

### Campeonatos nacionales
| Título          | Club          | País     | Año  |
| --------------- | ------------- | -------- | ---- |
| Torneo Clausura | Cerro Porteño | Paraguay | 2017 |

### Distinciones individuales
| Equipo     | Distinción                                     | Año  |
| ---------- | ---------------------------------------------- | ---- |
| Pumas UNAM | Goleador de la Copa MX Apertura 2015 (5 goles) | 2015 |